# F̣
La F con punto suscrito (Mayúscula: F̣ minúscula: f̣), es un grafema utilizado en la escritura de Idioma tawellemmet.y en las romanizaciones de Idioma Abaza, Idioma Abjasio, y Idioma cabardino.Esta es la letra F diacrítica con un punto suscrito.

## Codificación
La F con punto suscrito se puede representar con los siguientes caracteres unicode:
| forma     | representación | puntos de código | descripción                                 |
| --------- | -------------- | ---------------- | ------------------------------------------- |
| Mayúscula | F̣              | U+0046 U+0323    | Letra mayúscula latina f con punto suscrito |
| minúscula | f̣              | U+0066 U+0323    | letra minúscula latina f con punto suscrito |